# セオフィラス・メトカーフ

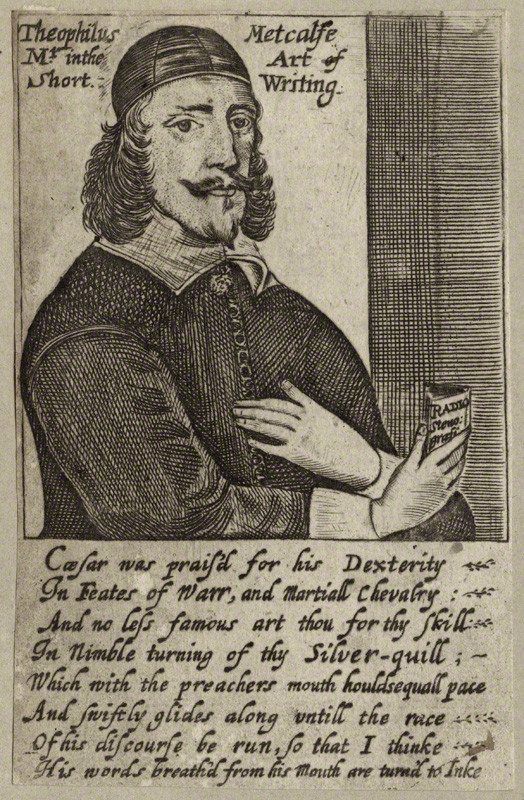
セオフィラス・メトカーフ

セオフィラス・メトカーフ(英語:Theophilus Metcalfe、1610年? – 1645年?)はイギリスの速記者である。発明した速記法は、特にニューイングランドで人気を博し、セーラムの魔女裁判の記録に使われた。 

## 生涯
ヨークシャーのリッチモンドで洗礼を受け、マシュー・メトカーフとその妻マリア・テイラーの10番目の子供で、トーマス・テイラー（1576-1632）は母の弟である。
プロの作家であり、速記法の教師でもあったメトカーフは、1645年にはロンドンのセント・キャサリンズ・バイ・ザ・タワーの教区に住んでいた。メトカーフはその年か1646年の初めに亡くなり、未亡人は彼のシステムの本を再発行する権利を譲り受けた。

## 活動
Metcalfeはトーマス・シェルトンのTachygraphyによく似た速記法を発表した。メトカーフの初版は「Radio-Stenography, or Short Writing」と題され、1635年に出版されたと考えられている。第6版と呼ばれるものが1645年にロンドンで出版された。続いて1649年には『A Schoolmaster to Radio-Stenography』が出版され、師匠とショラーの対話形式で、この技術のルールをすべて説明している。このシステムの多くの版は、「Short Writing: the most easie, exact, lineall, and speedy method that he's ever had been obtained or taught in any in this Kingdome」というタイトルで出版された。
ウィリアム・ホルダーがメトカーフ方式で書き、1668年に完成した聖書のコピーが大英図書館にある。アイザック・ウォッツもこの方式を採用した。
1679年の第19版以降の版数は、ハーレムのフレデリック・ヘンリー・ヴァン・ホーヴェが彫った同じ版を使って、異なる印刷をしたに過ぎない。1721年には第55版と呼ばれる最終版が出版された。

## ノート
1. 1 2 3 4  Henderson, Frances. "Metcalfe, Theophilus". Oxford Dictionary of National Biography (英語) (online ed.). Oxford University Press. doi:10.1093/ref:odnb/18622。 (要購読、またはイギリス公立図書館への会員加入。)
2. 1 2  Lee, Sidney, ed. (1894). "Metcalfe, Theophilus" . Dictionary of National Biography (英語). Vol. 37. London: Smith, Elder & Co.

帰属
 この記事はパブリックドメインの辞典本文を含む: Lee, Sidney, ed. (1894). "Metcalfe, Theophilus". Dictionary of National Biography (英語). Vol. 37. London: Smith, Elder & Co. 